# シラエビ
シラエビ（白海老、Pasiphaea japonica）は、オキエビ科に属するエビの一種。サクラエビと同様深海に生息する小型種で、富山湾沿岸では食用に漁獲される。

## 名称
シロエビ、ベッコウエビ、ヒラタエビなどの別名もあるが、標準和名の「シロエビ」はクルマエビ科の一種Metapenaeopsis lataに充てられていて、エビの分類上でも全く別系統の種類を指す。さらに方言呼称での「シラエビ」は地域によって異なり、浅海で漁獲されるヨシエビ属諸種やスジエビ類、シラタエビなどを指すことが多いので注意を要する。
唯一漁場をもつ富山県では、一般に「白えび（シロエビ）」と呼ばれ、沿岸地域では「ヒラタエビ」と呼ぶこともある。
1996年に「富山県のさかな」として、ブリ、ホタルイカと並んで「シロエビ」が指定されている。

## 特徴
体長50 - 80 mmほどで、サクラエビよりも大きく、やや左右に平たい体型をしている。額角はないが複眼の後ろに小さな棘があり、尾の上にも小さな棘がある。体色は無色透明で僅かにピンクがかっているが、死ぬと乳白色になる。和名はこの体色に由来する。
サクラエビによく似るが、サクラエビはメスが抱卵せず受精卵を海中に放つ根鰓亜目に属するのに対し、シラエビはメスが卵を腹肢に付着させて保護する抱卵亜目に属する。
種小名"japonica"の通り日本沿岸の固有種で、日本海側では富山湾、太平洋側では遠州灘、駿河湾、相模湾に分布する。ただしシラエビの商業漁獲が行われるのは富山湾のみである。
深海で群れを作り遊泳する。昼間は水深150 - 300 mにいるが、夜は水深100 m以浅まで上昇する日周鉛直運動を行う。

## 利用

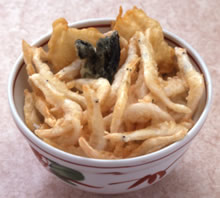
「白えび亭」の白えび天丼

食用に漁獲されている。富山湾では神通川や庄川が流れ込んだ先に「藍瓶」（あいがめ）と呼ばれる海底谷があり、そこにシラエビが集まっているため、商業捕獲が成り立っている。
2024年に発生した能登半島地震では湾内で海底地すべりが発生し、シラエビの生息環境が崩れたため、翌年にかけて不漁になったことがある。
生のものは傷みが早く、富山湾以外ではまとまって漁獲できないため、以前は富山県周辺でしか入手できなかったが、21世紀初頭には流通網や冷凍技術の発達により生身での流通もある程度可能になった。殻をむくのが難しかったのだが、一旦冷凍すると素人でもむきやすくなることがわかってから食材として見直され始めた。「手むき」と「機械むき」があるが、手間がかかるが前者でむかれることが多い。透明で美しい姿から「富山湾の宝石」と呼ばれている。
出汁（だし）に使われることが多かった。特に素麺の出汁を取り、そのまま一緒に食べるのが好まれた。またサクラエビの代用として食紅で着色し干物にしていたこともあった。現在も干物はあるが、一般に白えびと称して販売されている。新鮮なものは、甘味があり、寿司種、天ぷら、吸い物、えび団子、昆布締めなど様々な料理に用いられる。岩瀬の松月などの料亭で供される福団子は、1個で200匹ものエビを使って作られる。丁寧に皮をむき、身を包丁で叩いて片栗粉と塩を混ぜて団子にし、炭火で焼いたもので、もっちりと香ばしい。 
富山県では古来から食べられてきた鱒の寿しや昆布巻きなど比べると新参者にあたるが、「白えび天丼」・「白えびのむき身（刺身）」・「白えびせんべい」・「白エビバーガー」など多くの商品が開発され、新たな富山の名物となっている。
射水市の新湊漁港では2020年より、新湊の沖合2〜3 kmで早朝に行われるシラエビ漁を間近で見学できる観光船を、4月下旬から、9月末ごろまで出航している。
金沢市など、石川県でもシラエビを利用した料理がよく提供されている。寿司、天丼など富山県と共通する料理の他に、白えびコロッケなどもある。

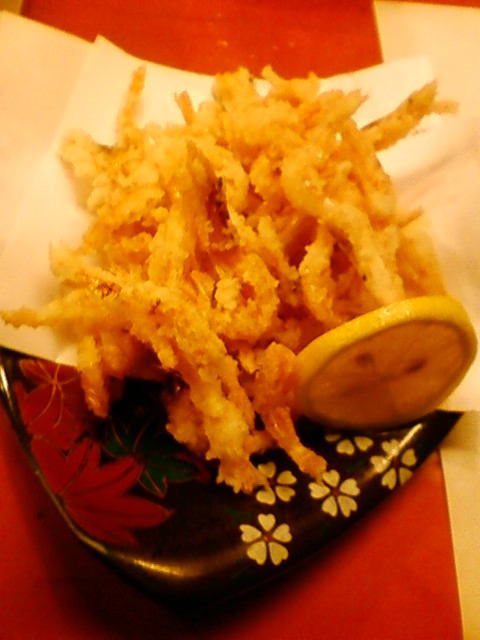
白えびのから揚げ
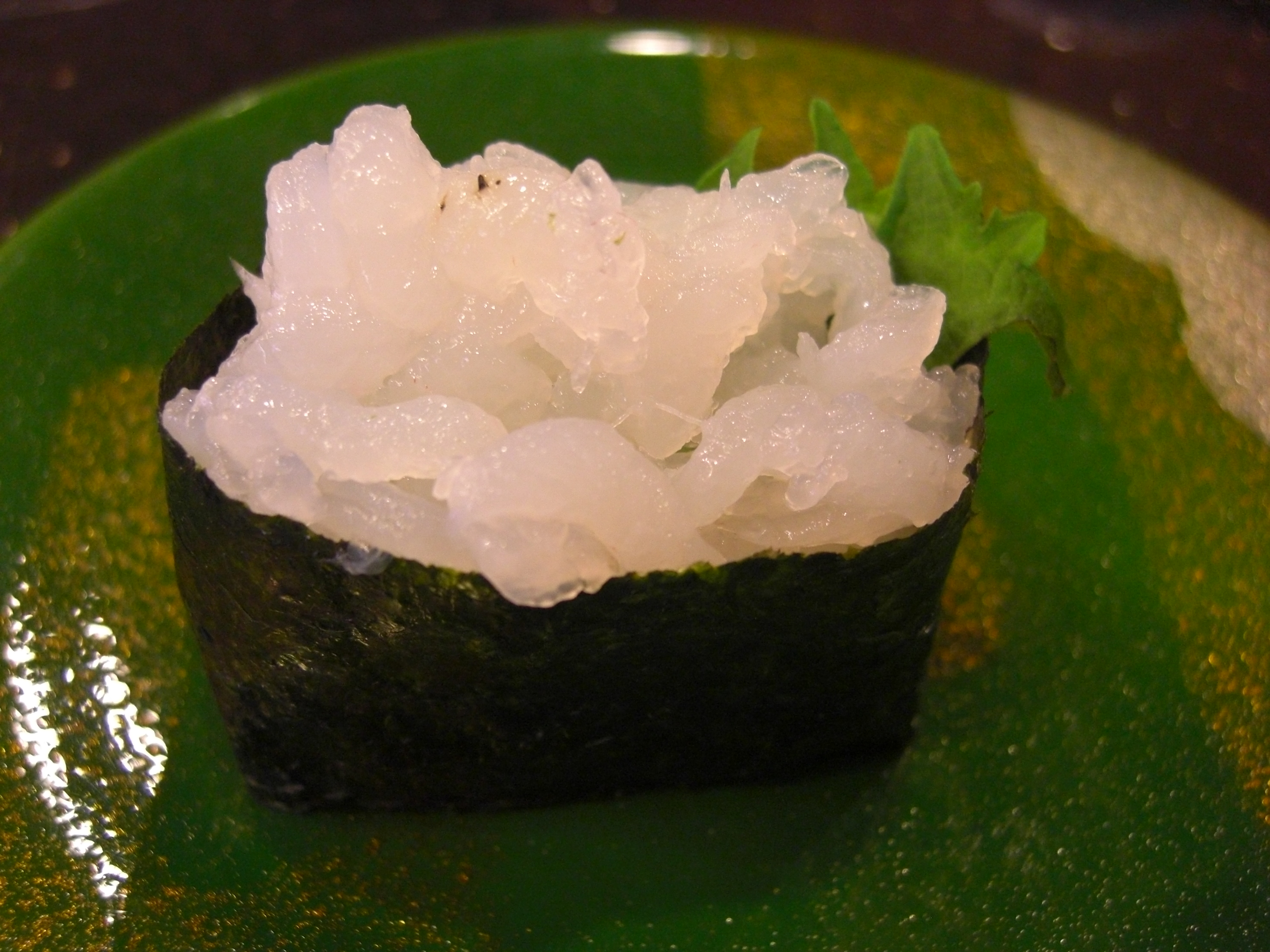
白えびの軍艦巻き

## 近縁種
日本産のシラエビ属 Pasiphaea には以下のような種類がいる。
- ツノシラエビ Pasiphaea amplidens Bate, 1888
- オキシラエビ P. sinensis Hayashi et Miyake, 1971
- キタシラエビ P. tarda Krøyer, 1845
- ヒトトゲシラエビ P. unispinosa Wood Mason, 1892